# Gonia

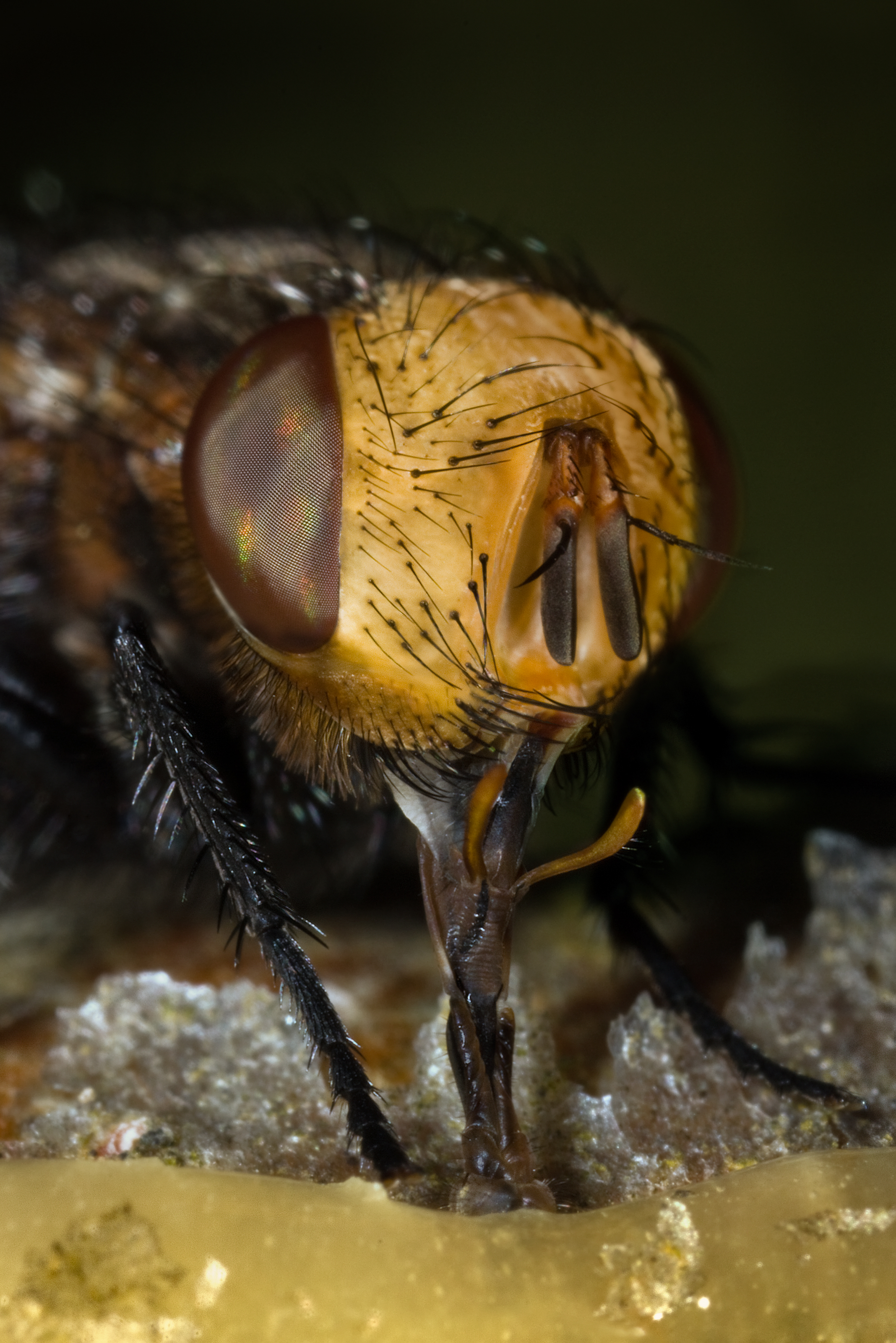
Gonia capitata

Gonia – rodzaj muchówek z rodziny rączycowatych (Tachinidae).

## Wybrane gatunki
- G. albagenae Morrison, 1940[1]
- G. aldrichi Tothill, 1924[1]
- G. asiatica (Rohdendorf, 1928)[2]
- G. atra Meigen, 1826
- G. aturgida Brooks, 1944[1]
- G. bimaculata Wiedemann, 1819
- G. breviforceps Tothill, 1924[1]
- G. brevipulvilli Tothill, 1924[1]
- G. capitata (De Geer, 1776)[3]
- G. carinata Tothill, 1924[1]
- G. chilonis Walker, 1849[1]
- G. chinensis Wiedemann, 1824[2]
- G. contumax Brooks, 1944[1]
- G. crassicornis (Fabricius, 1794)[1]
- G. desertorum (Rohdendorf, 1928)[2]
- G. distincta Smith, 1915[1]
- G. distinguenda Herting, 1963
- G. divisa Meigen, 1826[3]
- G. foersteri Meigen, 1838
- G. frontosa Say, 1829[1]
- G. fuscicollis Tothill, 1924[1]
- G. kalimpongensis (Das, 1993)[4]
- G. klapperichi (Mesnil, 1956)[2]
- G. longiforceps Tothill, 1924[1]
- G. longipulvilli Tothill, 1924[1]
- G. maculipennis Egger, 1862
- G. nana Becker, 1908
- G. nanshanica (Rohdendorf, 1928)[2]
- G. nigra (Brooks, 1944)[1]
- G. occidentalis Brooks, 1944[1]
- G. olgae (Rohdendorf, 1927)
- G. ornata Meigen, 1826[3]
- G. picea (Robineau-Desvoidy, 1830)[3]
- G. pilosa Brooks, 1944[1]
- G. porca Williston, 1887[1]
- G. quadrisetosa Becker, 1908
- G. reinhardi Brooks, 1944[1]
- G. robusta Brooks, 1944[1]
- G. sagax Townsend, 1892[1]
- G. senilis Williston, 1887[1]
- G. sequax Williston, 1887[1]
- G. setifacies (Brooks, 1944)[1]
- G. setigera Tothill, 1924[1]
- G. smithi Brooks, 1944[1]
- G. turgida Coquillett, 1897[1]
- G. umbripennis Herting, 1958
- G. ussuriensis (Rohdendorf, 1928)[2]
- G. vacua Meigen, 1826